# Simbar-Shipak

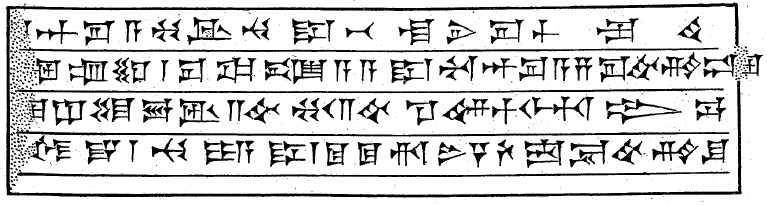
Tablilla de la época de Simbar-Shipak

Simbar-Shipak ca.(1025-1008 a. C.), fue el fundador de la II Dinastía del País del Mar (Dinastía V de Babilonia). LLevó a cabo un programa de restauración de numerosos templos, que habían sido destruidos por los merodeadores arameos y suteos. Su identificación con el Sibir, nombrado por Asurnasirpal II en sus anales no está aclarada.

## Biografía
Simbar-Šipak vivió durante tiempos turbulentos, donde las malas cosechas y los constantes conflictos con las tribus seminómadas, causaron la caída de la dinastía precedente, la II Dinastía de Isin. Como soldado del sur de Mesopotamia, surgió para estabilizar la situación. Reinó durante 18 años. según la Lista A de reyes, o 17 años, según la Crónica dinástica. Hijo de Eriba-Sin, un individuo, por otra parte, desconocido, y soldado de la dinastía de Damiq-ilishu, A pesar del aparente carácter casita de su nombre, no hay evidencia de su afiliación tribal.
Se conocen cuatro documentos contemporáneos de su reinado. Uno comprende dos copias posteriores de una inscripción real, conocida como trono de Enlil, o Inscripción real de Simbar-Šipak, Otro es una escritura de su duodécimo año de reinado; un tercero, está inscrito en una daga, conservada en el Museo Arqueológico de Tabriz (Irán), hallado aparentemente en un río del este de la provincia de Azerbaiyán, y el cuarto es una punta de flecha con la inscripción de <<propiedad de Simbar-Šiḫu, hijo de Eriba-Sin>>.